# Changwon City FC
Changwon City FC ist ein Fußballfranchise aus Changwon, Südkorea. Der Verein spielt aktuell in der K3 League, der dritthöchsten Spielklasse Südkoreas.

## Geschichte
Das Franchise wurde im Jahr 2005 gegründet und spielten seit der Saison 2005 in der Korea National League, seit 2020 in der neugegründeten K3 League.
2015 wurden sie Zweiter und nahmen damit am Halbfinale um die Meisterschaft teil, in diesem unterlagen sie dem Gyeongju Korea Hydro & Nuclear Power FC.

## Stadion
Ihre Heimspiele trägt die Mannschaft im Changwon-Fußballcenter aus.